# Габардин

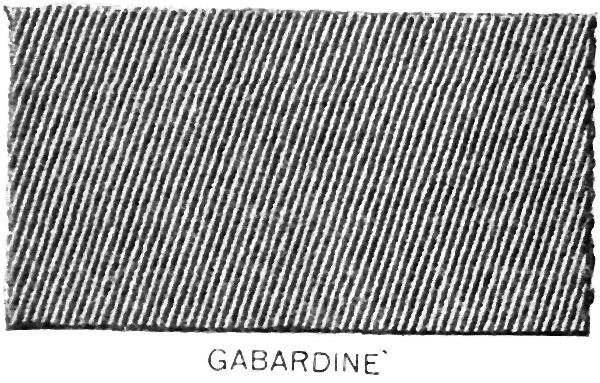
Габардин

Габарди́н (фр. gabardine) — шерстяная ткань, вырабатываемая из мериносовой пряжи, очень тонкой, кручёной в два конца для основы, и менее тонкой, одиночной — для утка.
Благодаря применению особого вида переплетения — сложной саржи, на лицевой поверхности образуется резко выраженный мелкий рубчик, идущий наклонно под углом 60—70°. Из-за плотного плетения габардин отталкивает воду. Из габардина шьют весенне-летние мужские и женские пальто, а также костюмы и некоторые виды офицерского обмундирования.
Габардин высокого качества изготавливается из тонкой крученой шерстяной пряжи. «Краткая энциклопедия домашнего хозяйства» (1959) различает габардины пальтовые и габардины облегчённые для пошива платьев и плащей. У полушерстяного габардина нити основы из шерстяных волокон, а уток из крученой хлопчатобумажной нити.
В английском языке слово gabardine, или gaberdine, обозначавшее «платье, чехол», известно с 1590-х годов. Как название ткани используется с конца XIX века, с момента, когда было запатентовано Томасом Бёрбери, основателем знаменитого бренда Burberry, который изобрёл габардин в 1879 году. Происхождение слова неясно, оно может быть связано со словом qaba, обозначавшим верхнюю одежду длиной до колен с широкими рукавами, которое носят мусульманские мужчины в Пурании, регионе Индии. По другой версии, габардин является производным от габы — сукна высокой плотности с грубой поверхностью, способного отталкивать воду, из которого шилась верхняя одежда. Считается, что в Европу габа попала через Испанию из арабских стран.
Во второй половине XX века в СССР габардин символизировал особое положение своего владельца в иерархической лестнице номенклатуры: «сшитое из габардина пальто в сочетании с зелёной велюровой шляпой было в СССР своеобразным знаком чиновника высокого ранга, своего рода униформой».

## Виды габардина
Выделяют следующие виды габардина:
- габардин-меланж;
- габардин-стрейч:
- костюмный габардин;
- габардин с полиэфиром.